# Menesia kalshoveni
Menesia kalshoveni là một loài bọ cánh cứng trong họ Cerambycidae.